# Lenograstim
Lenograstim là một yếu tố kích thích khuẩn lạc bạch cầu hạt tái tổ hợp có chức năng như một chất kích thích miễn dịch. Nó được phát triển bởi Chugai Pharmaceuticals dưới tên thương hiệu Granocyte.